# Roland Klenk
Roland Klenk (* 1. März 1952 in Murrhardt) ist ein deutscher Kommunalpolitiker (CDU). Von 2002 bis 2024 war er Oberbürgermeister von Leinfelden-Echterdingen.

## Leben
Klenk legte das Abitur am Mörike-Gymnasium in Ludwigsburg ab. Anschließend studierte er an der Eberhard Karls Universität Tübingen Rechtswissenschaft. Nach dem Ersten Staatsexamen absolvierte er sein Rechtsreferendariat am Landgericht Hechingen. 1981 legte Klenk das Zweite Staatsexamen mit Prädikat ab. Nach dem Studium war er in der Verwaltung der Universität Tübingen tätig, zunächst bis 1986 als persönlicher Referent des Präsidenten, dann als Dezernatsleiter der Zentralen Verwaltung. 1989 wurde er als Forschungsreferent an das baden-württembergische Ministerium für Wissenschaft und Kunst abgeordnet. Ab 1990 leitete Klenk das Universitätsdezernat für Forschung,  ab 1992 das Dezernat Akademische Angelegenheiten und Strukturplanung.
1994 wurde Klenk Parlamentsrat im Landtag von Baden-Württemberg und parlamentarischer Berater der CDU-Landtagsfraktion in den Bereichen Schule, Jugend und Sport, Wissenschaft sowie Forschung und Kunst. Ab 1998 war er Erster Bürgermeister in Lahr/Schwarzwald. Am 14. Oktober 2001 erreichte Klenk im ersten Wahlgang der Oberbürgermeisterwahlen in Leinfelden-Echterdingen 43,5 Prozent. Im zweiten Wahlgang wurde er am 4. November 2001 durch 50,93 Prozent der Wähler für eine am 15. Januar 2002 beginnende Amtszeit zum neuen Oberbürgermeister der Großen Kreisstadt gewählt. Er folgte damit Wolfgang Fischer nach. Bei den Wahlen am 8. November 2009 (86,97 Prozent der Stimmen) und bei der Wahl im November 2017 (88,24 Prozent der Stimmen) wurde Klenk für weitere Amtszeiten wiedergewählt. Ende Februar 2024 legte er das Amt des Oberbürgermeisters vorzeitig nieder. Ihm folgte Otto Ruppaner nach.
Klenk ist geschieden und hat zwei Söhne.